# Brunnenmeister (historischer Beruf)

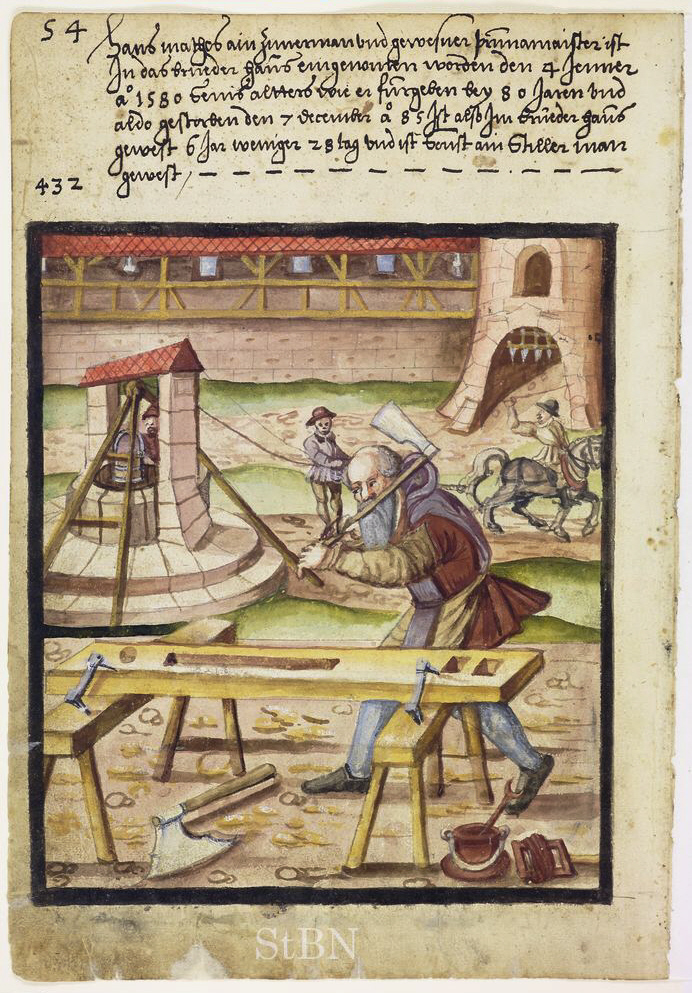
Hausbuch der Mendelschen Zwölfbrüderstiftung: Der Brunnenmeister

Brunnenmeister (lateinisch Aquilex) ist eine historische Berufsbezeichnung für einen bestellten und geschworenen Werkmeister, der die Aufsicht über die öffentlichen Brunnen, Wasserleitungen und Wasserkünste eines Ortes oder einer Stadt hatte. Er trug damit die Verantwortung für die Trinkwasserversorgung der dort lebenden Bevölkerung.
Brunnenmeister wurden aufgrund ihrer Aufgaben landläufig auch als Brunnenfeger oder Brunnengräber bezeichnet. Tatsächlich nahm der Brunnenmeister eher eine übergeordnete Stellung ein. Oftmals wird der Brunnenmeister auch irrtümlicherweise mit dem Röhrmeister und dem Kunstmeister gleichgesetzt. Das Aufgabengebiet des Röhrmeisters beschränkte sich allerdings nur auf Wasserleitungen und Kunstmeister waren allein für die Funktion der Wasserkünste verantwortlich.

## Entwicklung
Mit Beginn der Frühen Neuzeit im 15. Jahrhundert legte man in verschiedenen Städten Europas die Verantwortung für die Versorgung mit Trinkwasser in die Hände des Brunnenmeisters. Die technischen Anlagen dafür bestanden überwiegend aus Holz, sodass das Amt des Brunnenmeisters in der Regel von Zimmerleuten ausgeübt wurde, die sich auf die Wassertechnik spezialisierten. Einige der Brunnenmeister beschäftigten sich auch mit der allgemeinen Weiterentwicklung der Wasserkünste, wie etwa der Augsburger Caspar Walter (1701–1769). Das Amt wurde bisweilen auch mit der Aufsicht über Brücken kombiniert, sodass der Brunnenmeister in Personalunion auch Brückenmeister sein konnte wie etwa in Bozen im ausgehenden 15. Jahrhundert.
Mit Zunahme der Technisierung bei der Wassergewinnung und Wasserverteilung im frühen 19. Jahrhundert änderten sich die Aufgaben und Arbeitsbedingungen der Verantwortlichen. An die Stelle des Brunnenmeisters traten oftmals verbeamtete Technische Bauräte.

## Ein Brunnenmeister des 19. Jahrhunderts

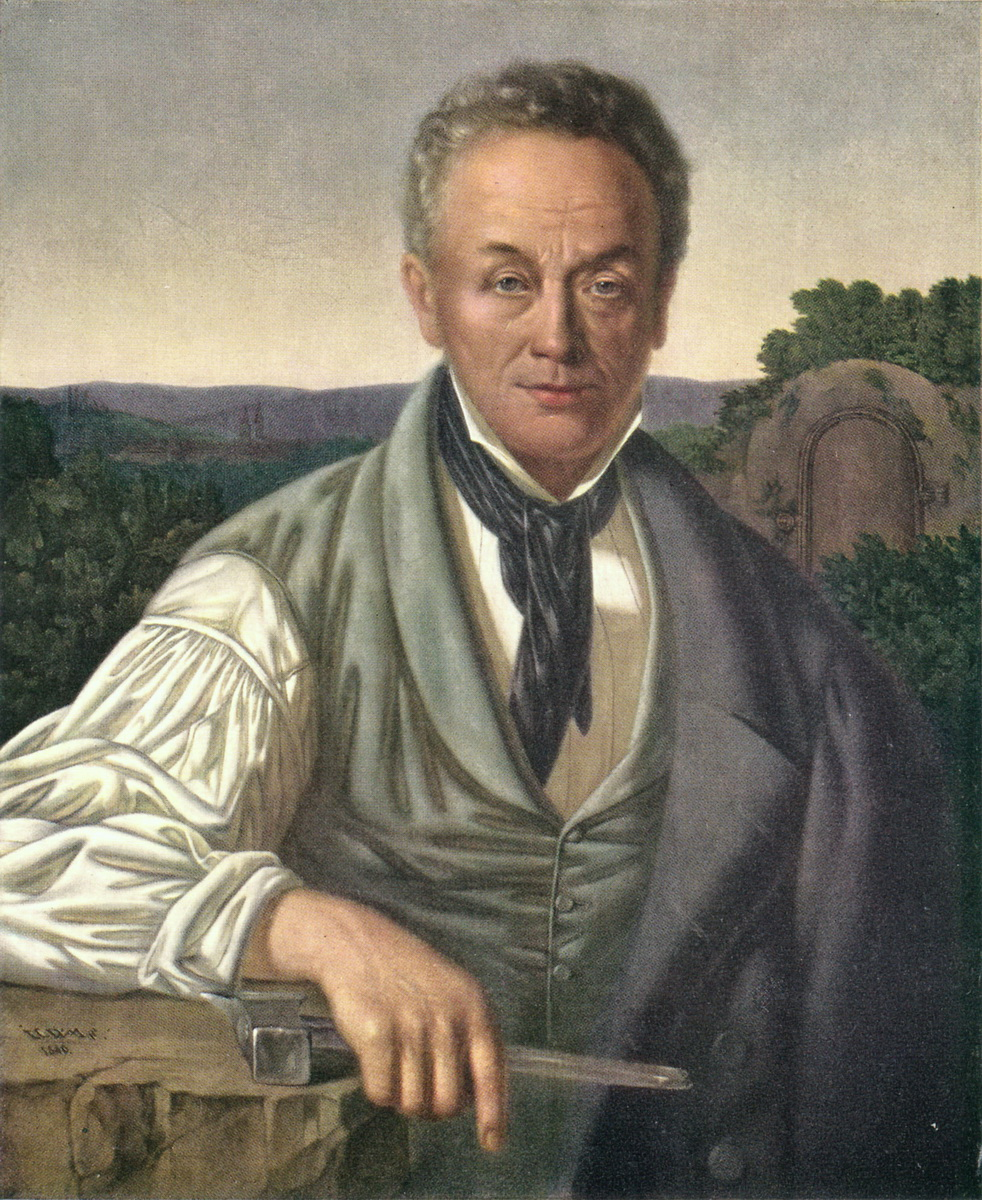
Hans Kaspar Weidenmann, Brunnenmeister der Stadt Winterthur von 1799 bis 1859, gemalt von seinem Sohn Johann Caspar

Über die Amtspflichten und die Amtsausübung eines Brunnenmeisters der Stadt Winterthur, Hans Kaspar Weidenmann (1778–1859) ist Näheres bekannt, da der Autor eines Buches über seinen Sohn, den Maler Johann Caspar Weidenmann, auch über den Vater Nachforschungen anstellte.
Weidenmann trat sein Amt 1799 im Alter von 21 Jahren an und übte es 60 Jahre lang aus, bis zu seinem Tod (dann folgte ihm einer seiner Söhne nach). Gemäß Eidesformel lautete der Amtsauftrag folgendermaßen: „Ein getreues Aufsehen und gute Sorge zu der Stadt Brunnen und Brunnstuben zu haben, auch so bald daran etwas mangelt, angehends verbessern, damit Kosten und Schaden vermieden bleibe, auch kein Mangel an Wasser sei, und was von alten Teucheln noch zu gebrauchen, dieselben nicht hinzuwerfen, sondern wiederum zu gebrauchen, desgleichen alle alten Teuchel-Zwingen, einem jeweiligen Herrn Bauinspektor ordentlich einzuhändigen.“
Während seiner 60-jährigen Tätigkeit wurde gemäß Aufzeichnungen, die im Stadtarchiv erhalten sind, dreimal etwas an seiner Arbeit beanstandet: im Jahr 1833 das eigenmächtige Verkürzen von Teucheln und die Verwendung der Holzabfälle; 1854 Bauarbeiten im Gelände, die er und seine Mitarbeiter ohne Bewilligung des Forstamtes ausgeführt hatten und durch welche den Kulturen Schaden zugefügt worden sei; 1855 die nicht erfolgte Ablieferung eines Berichts über die Messungen der städtischen Quellen.
Das Amt genoss offenbar kein allzu hohes Ansehen: Verwandte, die den vornehmeren Kreisen der städtischen Bevölkerung angehörten, waren bedacht auf einen gewissen Abstand zur Familie des Brunnenmeisters.